# Церковь Иоанна Предтечи (Киров)
Храм Иоанна Предтечи  ― православный храм в Вятке. Заложен 5 июня 1714 года, строительство завершилось к 1719 году. Третий по древности действующий православный храм в городе. Выполнен в стиле Вятского барокко.

## История

### Деревянная церковь

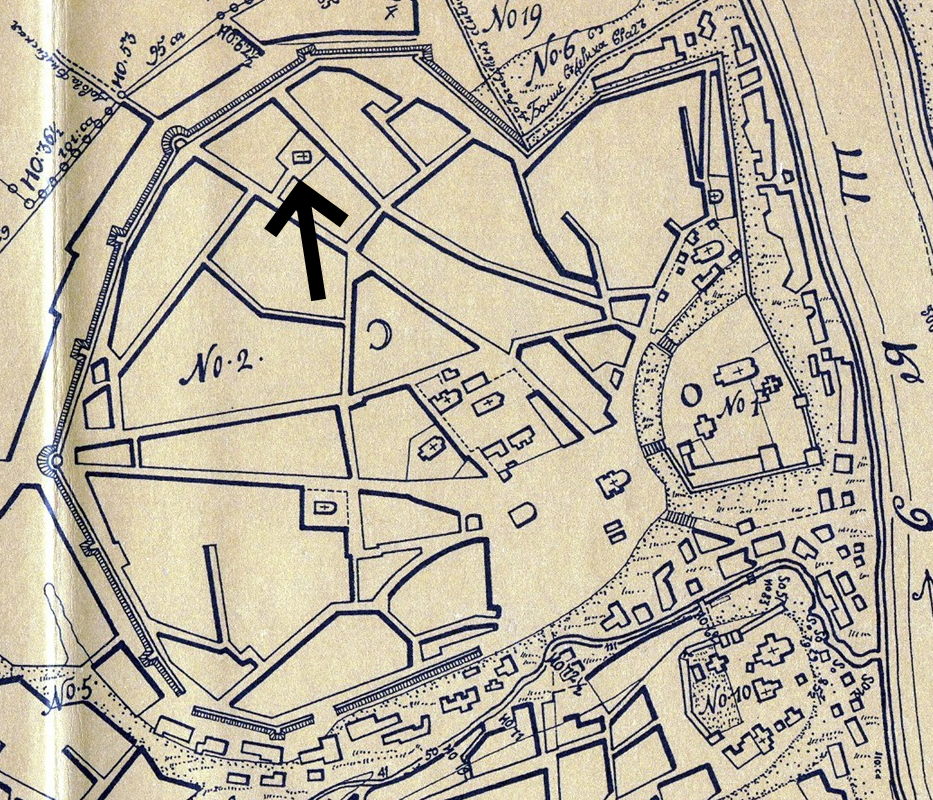
Храм Иоанна Предтечи на плане Хлынова 1759 года

В 1664-1667 годах под руководством вятского воеводы князя Григория Афанасьевича Козловского вокруг Хлыновского кремля и посада был устроен высокий земляной вал с деревянными стенами и башнями. Внутри укрепленного вала началось изрядное церковное и светское строительство. К 1710 году посад уже был полностью застроен, потому за его пределами, в концах Воскресенской и Ильинской улиц Хлынова возникла слободка, включавшая 98 дворов.
По законам того времени жители любой слободки численностью в сто дворов могли просить правящего архиерея благословить создание прихода и строительство нового храма. 5 декабря 1710 года написали архиепископу Вятскому и Великопермскому Дионисию свою челобитную с прошением «построить новую церковь во имя святого Иоанна Предтечи за острогом, при конце Вознесенской улицы на огородном месте Герасима Шмелева». Челобитную отправили в Москву, но ответа на неё не последовало.
Спустя полгода, 23 мая 1711 года, вятчане, проживавшие в концах Воскресенской и Ильинской улиц, отправили втору челобитную на имя владыки Дионисия. Ответ на неё последовал незамедлительно. 24 мая 1711 года владыка подписал храмозданную грамоту, благословив  разобрать и перенести на конец Воскресенской улицы старую Покровскую деревянную церковь.
Новую деревянную церковь заложили в воскресенье, 17 июня 1711 года. При этом из Богоявленского собора Хлыновского кремля был устроен Крестный ход до Шмелевского огорода и отслужен закладочный молебен. Старая деревянная Покровская церковь была разобрана, перевезена, собрана на новом месте и 16 сентября 1711 года  освящена самим владыкой Дионисием во имя святого Иоанна Предтечи.

### Каменный храм

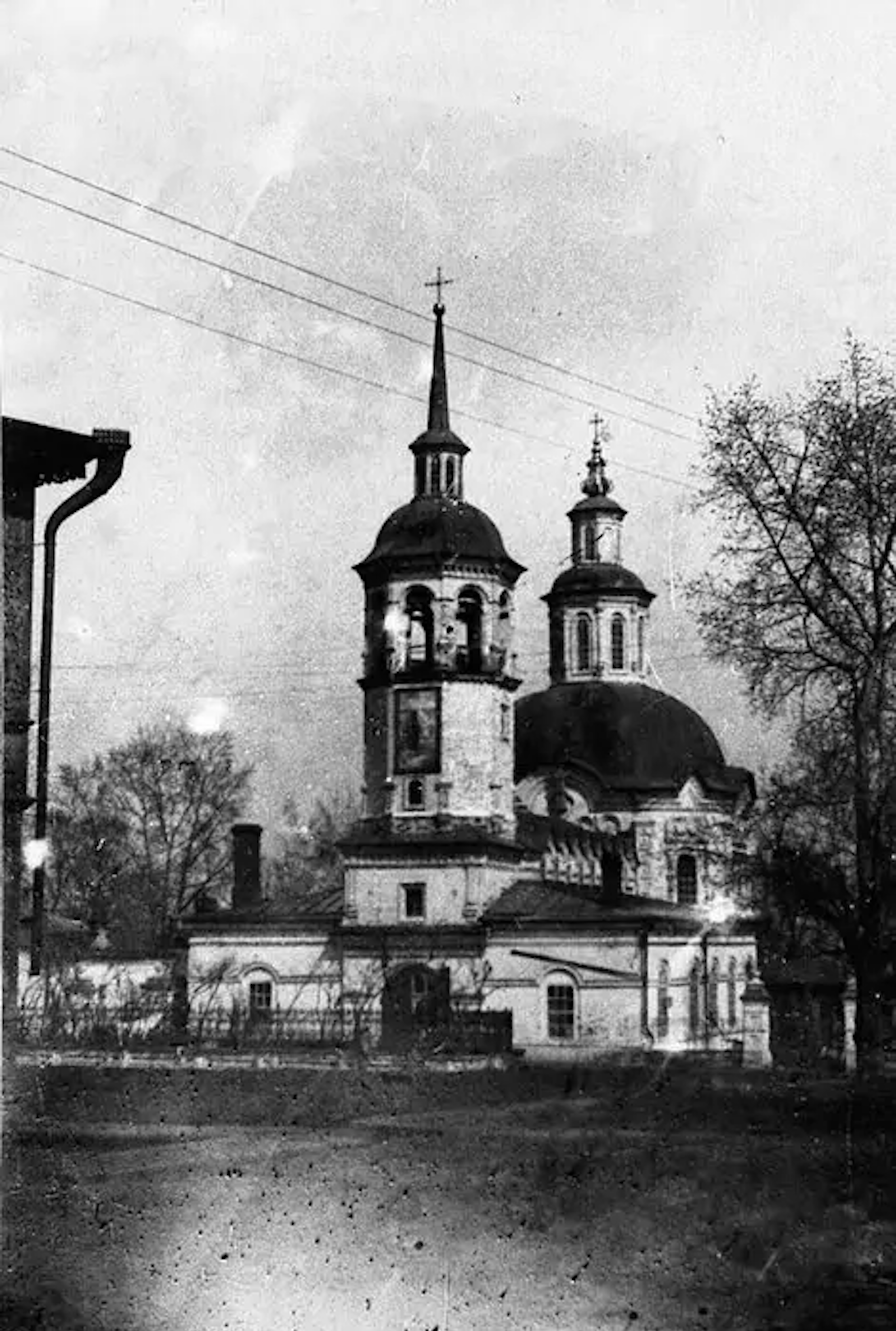
Храм Иоанна Предтечи в начале XX века

Настоятелем церкви был назначен священник Лука Луппов. Спустя три года он от имени всех прихожан обратился к владыке Дионисию с челобитной, желая построить рядом с деревянной церковью каменный Предтеченский храм, повторяющий её своими очертаниями.
Строительство каменного храма с одним престолом началось 5 июня 1714 года и закончилось через пять лет, в 1719. В иконостасе церкви стояла древнейшая Грузинская икона Божией Матери. В честь этой иконы в 1729 году к храму был пристроен каменный придел. В 1735 году к храму была пристроена и освящена каменная колокольня.
В 1781 году был перестроен купол, его дополнили два восьмёрика. В 1786-1793 годах при храме прихожан был построен и освящен второй придел для древней почитаемой иконы святых праведных Захарии и Елизаветы. На пожертвования вятского купца Андрея Куклина в 60-е годы XIX в. в холодной церкви устроили восьмиярусный иконостас с золоченой резьбой. В эти же годы на кресте был устроен позолоченный флюгер в виде трубящего ангела. В ограде храма устроили кладбище, выстроили дома для священника и причетников.
В 1825 году началась новая перестройка храма. Своды обоих приделов были разобраны, приподняты и сложены заново. В них устроили одноярусные иконостасы. Из трех отдельных приделов возник единый трёхпрестольный храм. Престол Грузинской иконы Божией Матери был освящен в 1828 году, а престол святых Захарии и Елисаветы только в 1839 году.
В 1898 году храм был перестроен по проекту известного вятского архитектора Ивана Чарушина. При храме в 1903 году была построена церковно-приходская школа.

### ПослеОктябрьской революции
В августе 1918 года предтеченского старосту Федора Леонтьевича Ездакова расстреляли "в ответ на убийство Урицкого и ранение Ленина".
В начале 30-х годов храм недолгое время был "обновленческим кафедральным собором". По всей видимости, в 30-е годы XX века колокольня была демонтирована.
В 1935 году храм был закрыт, в разные годы в нём располагались архив и планетарий.

### Восстановление
В 1993 году здание было передано Вятской епархии.
Прежний вид церковь обрела только в 2005 году. Первую Божественную литургию в возрожденном храме совершил митрополит Вятский и Слободской Хрисанф.

## Архитектура

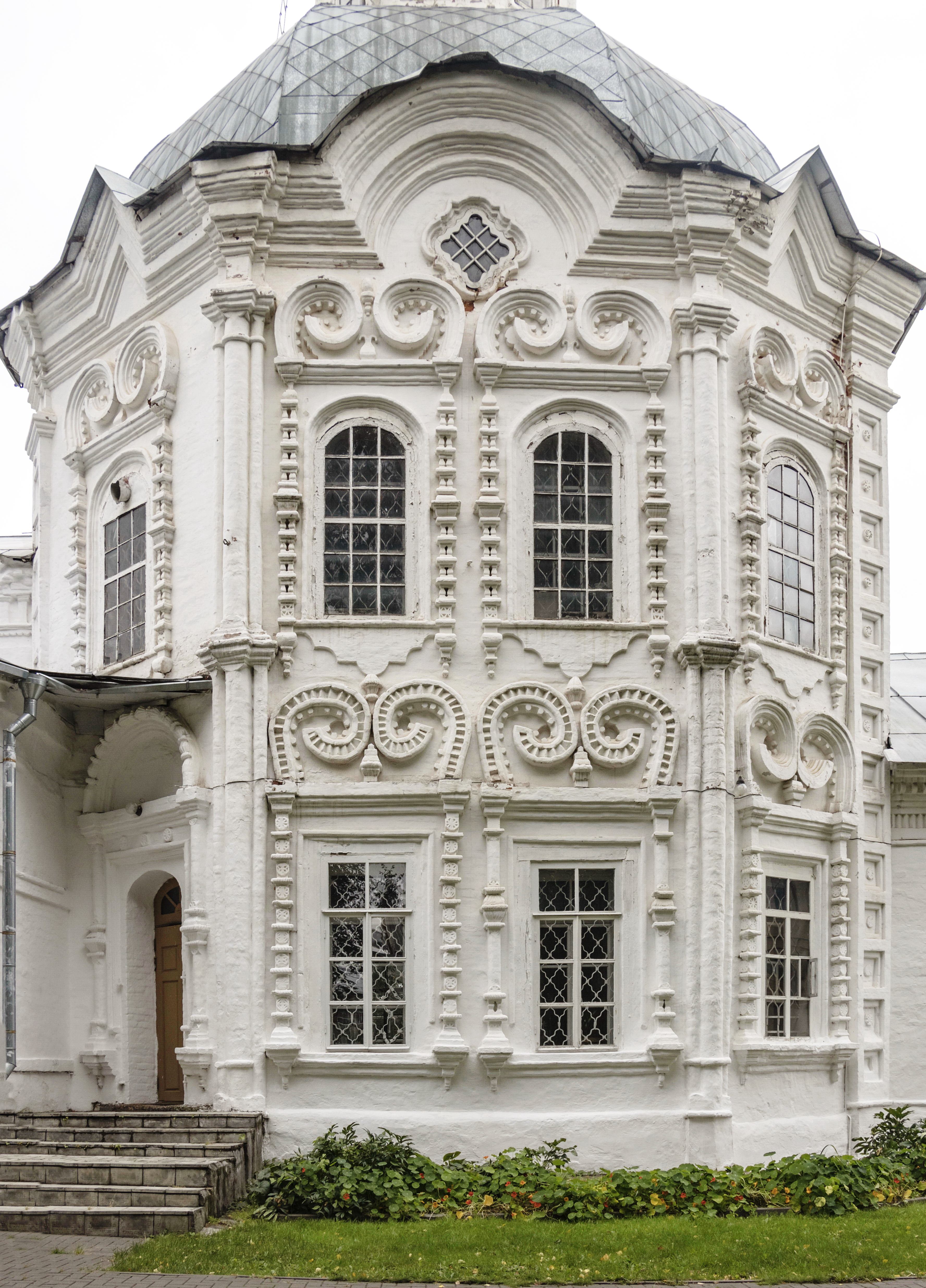
Фрагмент архитектуры церкви Иоанна Предтечи

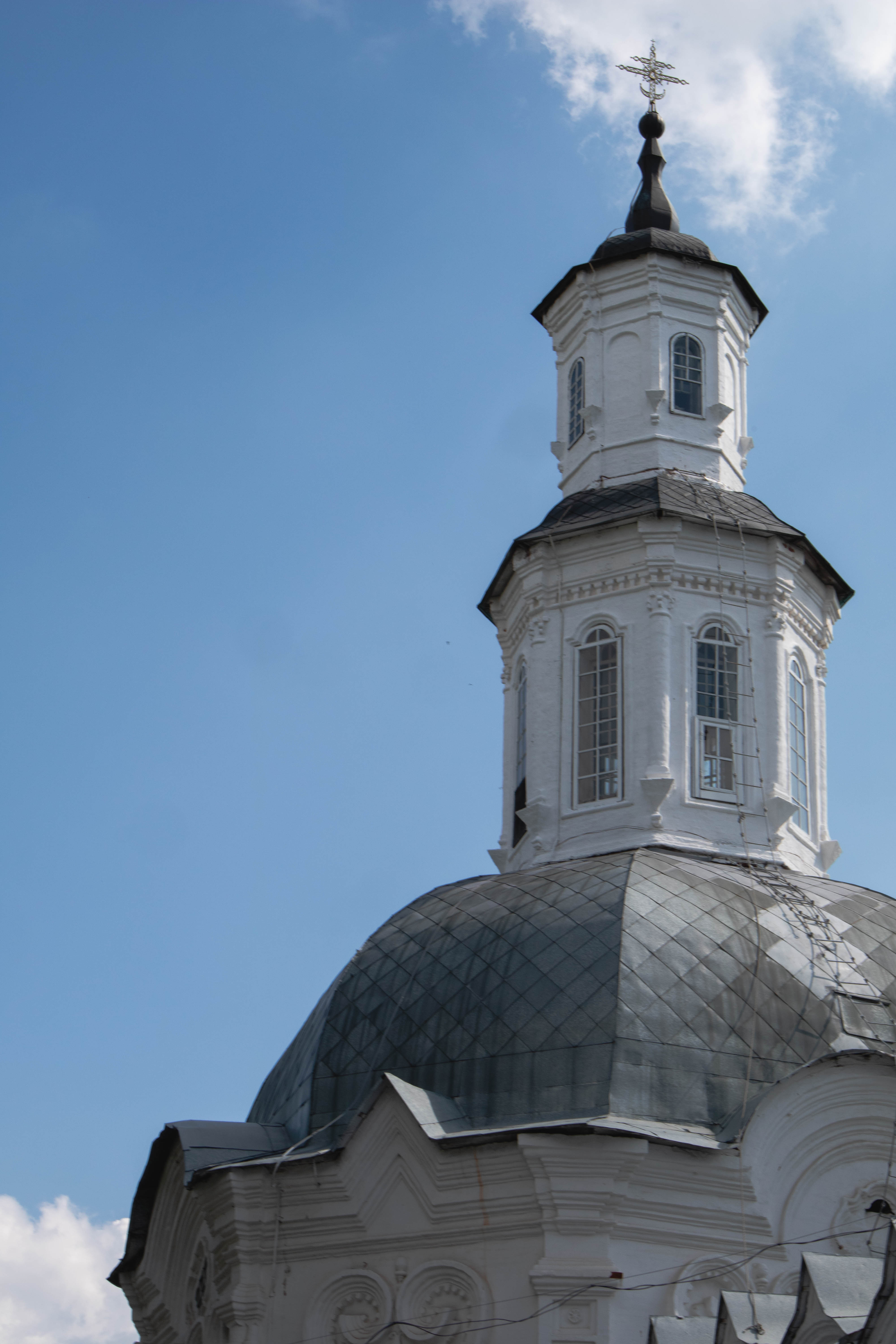
Крыша Покровского храма

Храм Иоанна Предтечи является ярким представителем такого архитектурного стиля как Вятское барокко. Церковь является одним из редчайших памятников вятской архитектуры конца XVII-XVIII веков. Уникально объемно-пространственное решение собственно храма – восьмерик «от земли». Этот прием был присущ исключительно деревянному зодчеству, и в этом плане церковь является единственным памятником каменной церковной архитектуры не только в городе Вятка, но и в области.

### Покровский храм
Декоративное убранство выдержано в традициях «узорочья», характерного для первого этапа развития каменного зодчества на Вятской земле. Любовь вятских зодчих к пышности декоративных форм проявилась здесь в полную силу. Богатый кирпичный орнамент, включающий наборы бусин, кокошники, жгуты, розетки, динамичные завитки над оконными проёмами, ряды ширинок, покрывает фасады, образуя причудливые гармонии. Витые колонки с чисто местной интерпретацией коринфских капителей, украшающие алтарь, прихотливые изломы полуглавий и щипцов в завершении фасадов вплелись в затейливую канву узорчатых деталей.

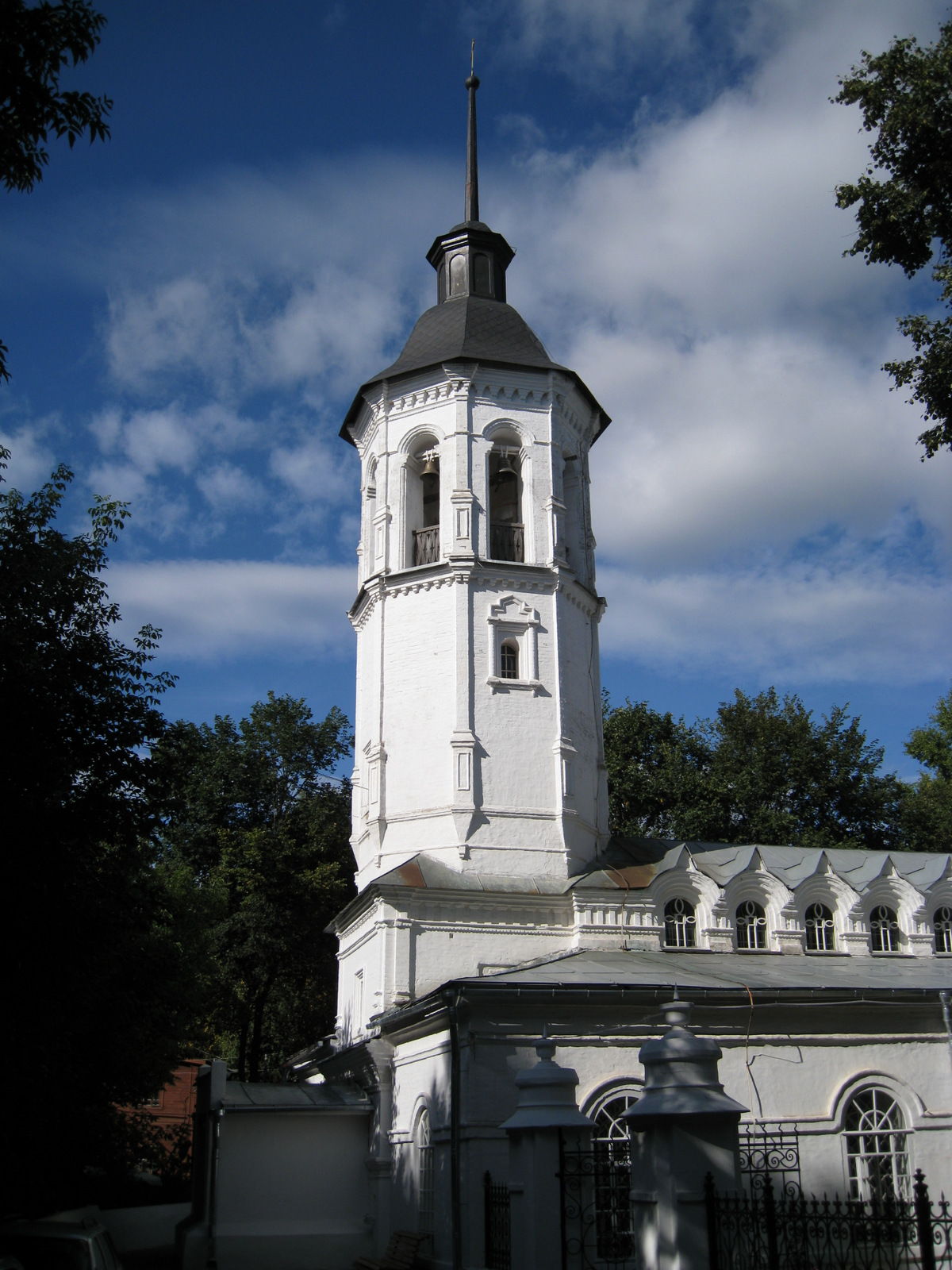
Предтеченская церковь, колокольня

### О своеобразии Предтеченской колокольни
Стилистический анализ каменных колоколен приходских храмов первой половины XVIII века позволяет отнести возведение колокольни к 1730 — 1740-м годам. Квадратное в плане основание колокольни несет восьмигранный столб с ярусом звена в завершении и глухим деревянным барабанчиком с высоким шпилем. Подобная композиция была заимствована из архитектуры Великого Устюга, получив широкое распространение на местной почве вплоть до XVIII столетия. 
Компоновка объемов колокольни, элементы декора аналогичны формам колокольни Троицкой церкви в с. Кстинино Кирово-Чепецкого района (середина XVIII в.), а также колокольне несохранившегося памятника — Стефановской церкви в г. Вятке (1746—69 г.). По своим архитектурно-художественным качествам им близка колокольня Знаменско-Богородицкой церкви в с. Пасегово Кирово-Чепецкого района (40—50-е г. XVIII столетия), а также колокольня Николаевского собора г. Нолинска (1742 г.). Плоский характер декоративного убранства этих сооружений является стилистическим признаком вятских памятников 40—50-х гг. XVIII в., сменившего «калейдоскопичность» фасадной орнаментики первых каменных построек.